# روابط اسرائیل و مقدونیه شمالی

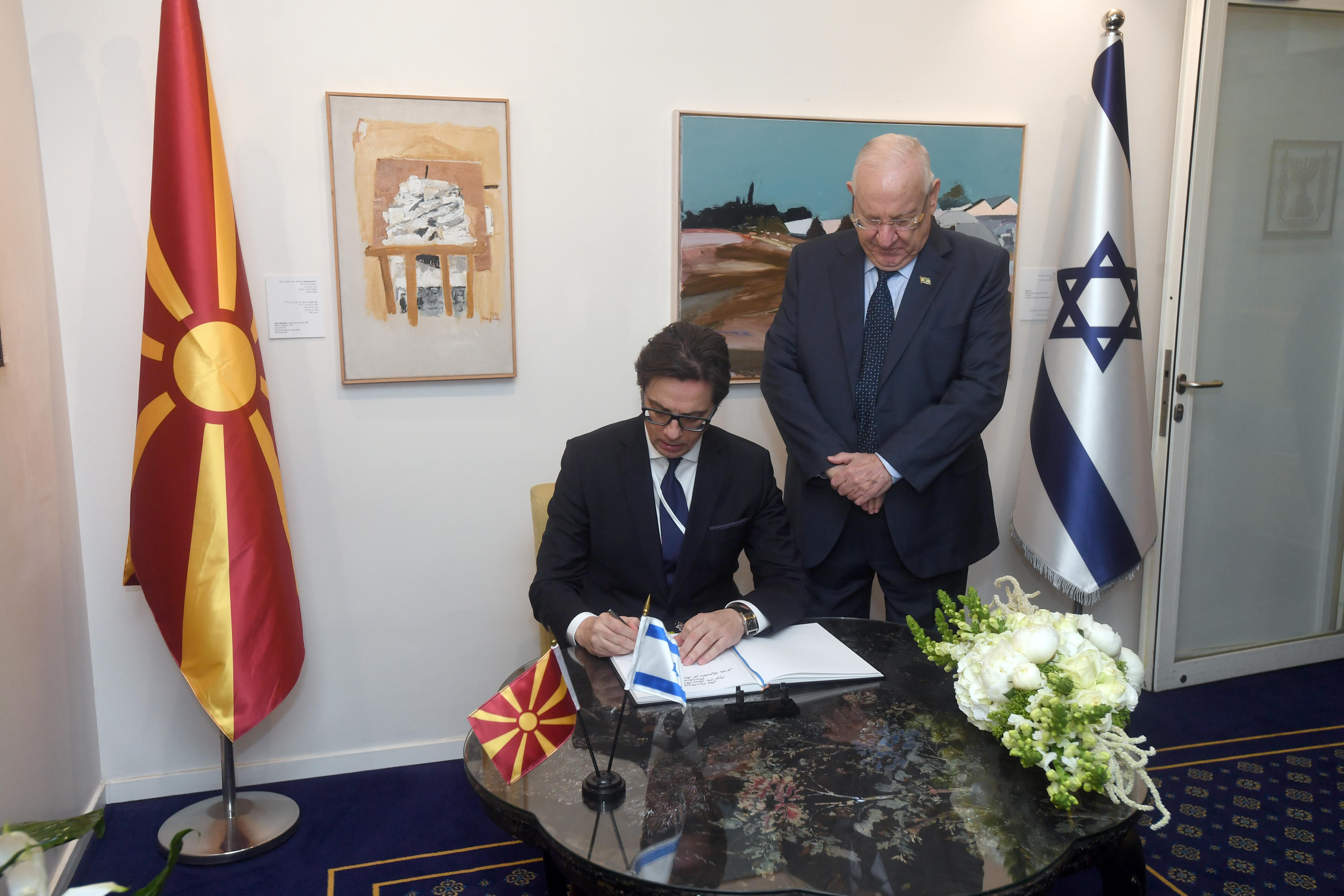
رئیس‌جمهور اسرائیل رووین ریولینبه همراه استیوو پاندوروفسکی

روابط اسرائیل و مقدونیه شمالی به روابط سیاسی دوجانبه بین اسرائیل و جمهوری مقدونیه شمالی اشاره دارد.
روابط دو کشور نزدیک و دوستانه است.

## تاریخ
دو کشور در ۷ دسامبر ۱۹۹۵ روابط دیپلماتیک برقرار کردند. برقراری روابط دیپلماتیک میان اسرائیل و مقدونیه شمالی با مراجعه موقت سازمان ملل متحد برای مقدونیه شمالی - جمهوری مقدونیه یوگسلاوی سابق - انجام شد، با این حال اسرائیل بعداً موقعیت خود را تغییر داد و مقدونیه شمالی را با نام قانون اساسی سابق جمهوری مقدونیه به رسمیت شناخت، بنابراین یکی از 133 کشور در جهان است که مقدونیه شمالی را به نام منتخب خود به رسمیت می‌شناسد. مقدونیه شمالی یکی از معدود کشورها در اروپا (و در جهان) است که هیچ نوع ارتباط سیاسی و دیپلماتیک با فلسطین ندارد.
هر دو کشور زمانی بخشی از امپراتوری عثمانی بودند.

## یهودیان در مقدونیه شمالی
اسکان یهودیان در مقدونیه شمالی به تاریخ باستان برمی گردد.
امروزه جامعه یهودیان در مقدونیه شمالی یک جامعه کوچک اما بسیار مورد احترام است که به عنوان پلی برای برقراری ارتباط بین مقدونیه شمالی و اسرائیل عمل می‌کنند. تعداد یهودیان مقدونیه شمالی حدود ۲۰۰ نفر است که بیشتر آنها در پایتخت اسکوپیه و همچنین در شهر اشتیپ زندگی می‌کنند.
سازمانهای یهودی مقدونیه شمالی در موارد مختلف اظهار داشته‌اند که در مقدونیه شمالی یهودستیزی وجود ندارد. پس از ملاقات با سفیر جدید اسرائیل در مقدونیه شمالی در پایان سال ۲۰۰۹، آنها به او گفتند که مقدونیه شمالی ممکن است تنها کشوری باشد که در آن نمی‌توان یهودی‌ستیزی را مشاهده کرد و یهودیان در مقدونیه شمالی احساس امنیت می‌کنند.
جامعه یهودیان مقدونیه شمالی با جامعه یهودیان صربستان روابط مستحکمی دارد و روابط طولانی و نزدیک خود را با کمیته یهودیان آمریکا حفظ می‌کند.

### یهودیان مقدونیه شمالی در اسرائیل
یک جامعه کوچک یهودی از مقدونیه شمالی حضوری بسیار طولانی در سواحل مدیترانه، به ویژه در گوش دان و در شمال اسرائیل دارد.